# Branduardi (Album)
Branduardi (auch Branduardi ’81) ist ein Musikalbum des italienischen Liedermachers Angelo Branduardi. Es wird dem italienischen Progressive Rock zugerechnet.

## Geschichte
Das Album entstand, wie auch das Debütalbum Angelo Branduardi sieben Jahre früher, unter Mitwirkung des britischen Arrangeurs und Komponisten Paul Buckmaster, der für seine Arbeiten mit Elton John bekannt wurde und Godfrey Salmon. Buckmaster produzierte auch die Aufnahmen im Studio der italienischen Plattenfirma Fonit Cetra in Mailand. Branduardi und Buckmaster reichern die überwiegend von natürlichen Instrumenten stammenden Klänge auf dem Album durch Synthesizer an. Branduardi spielt einen Synthesizer ARP Odyssey des Unternehmens ARP Instruments, Buckmaster ein Fender-Rhodes-E-Piano und Franco Di Sabatino Keyboards.
Für die Texte zeichnet Branduardis Gattin Luisa Zappa verantwortlich. Für eine französischsprachige Version des Albums wurden die Lieder von Etienne Roda-Gil übersetzt. Die Kompositionen stammen überwiegend von Angelo Branduardi selbst; an den Arrangements für den Titel I tre mercanti war auch Franco di Sabatino beteiligt.

## Veröffentlichungen
Das Album wurde in zwei Sprachversionen aufgenommen: mit italienischen und französischen Texten. Den Vertrieb in Italien übernahm Polydor, in Deutschland wurde das Album durch Ariola vertrieben. Die französische Version verwendet ein farblich anders gestaltetes Cover. Außerdem gibt es eine Pressung des VEB Deutsche Schallplatten Berlin, die beim Label AMIGA erschien. Darauf finden sich Kurzübersetzungen der Lieder ins Deutsche und eine stark gekürzte Autobiographie in deutscher Sprache. Eine Wiederveröffentlichung der italienischen Version im CD-Format wurde durch Polydor vertrieben.

## Titelliste
| Seite A: 1. L’amico 2:54 2. Girotondo 6:35 3. La cagna 3:38 4. I tre mercanti 3:50 5. Barche di carta 4:12 Seite B: 1. Musica 5:15 2. Il disgelo 5:40 3. La collina del sonno 4:03 4. Vola 4:52 | Seite A: 1. L’ami oublié 2. Ronde sur la terre ronde 3. Les enfants de la chienne 4. Les trois cavaliers 5. Chateaux et fanaux Seite B: 1. Toujours la musica 2. Le gardien de pierre 3. Le bateau et le glacier 4. Les derniers ormes |

## Besetzung
- Angelo Branduardi – Violine, Gitarre, Panflöte, Querflöte, ARP Odyssey, Perkussion
- Paul Buckmaster – Fender Rhodes, Perkussion
- Gigi Cappellotto – E-Bass
- Giorgio Cocilovo – Akustik- und E-Gitarre und Röhrenglocken
- Andy Surdy – Schlagzeug und Perkussion
- Gianni Zilioli – Marimba
- Ares Tavolazzi – E-Bass
- Streichinstrumente des London Symphony Orchestra und des Symphonieorchesters Mailand

## Cover
Bei einer anderen Pressung sind mehr kleinere Quadrate zu sehen (mehr als 9) die zusammen wieder ein großes Quadrat ergeben. Bei einigen der Quadrate sind jedoch nicht diese, sondern rote Bilder zu sehen.
Das Cover der französischen Version ist grafisch genauso gehalten, verwendet jedoch blaue statt der roten Quadrate.

## Rezeption
Eine Kritik bei progarchives.com 30 Jahre nach Veröffentlichung bewertet das Album als nicht essentiell: „Listening to this album now, so outside of the context of its release, it's not so bad.“ (‚Wenn man heute das Album hört, völlig aus dem Zusammenhang seiner Veröffentlichung, ist es gar nicht so schlecht.‘)